# Politica Arabiei Saudite
Politica Arabiei Saudite are loc într-un cadru special și anume cel al unei monarhii absolute, prin care regele Arabiei Saudite, este atât șeful statului cât și șeful guvernului, dar în cazul în care deciziile sunt în mare măsură pe bază de consultare între principi seniori,regele funcționează ca primus inter pares și ultimul arbitru.
Legea fundamentală adoptată în 1992 a declarat că Arabia Saudită este o monarhie condusă de descendenții de sex masculin ai regelui Abd Al Aziz Al Saud iar Coranul este constituția țării, care este reglementată pe baza legii islamice (Shari'a).

## Administrația centrală
Instituția centrală, Guvernul Arabiei Saudite, este monarhia Arabia. Legea fundamentală adoptată în 1992 a declarat că Arabia Saudită este o monarhie condusă de descendenții de sex masculin pentru primul rege, Abd Al Aziz Al Saud (sau Abdulaziz Al Saud), și că,Coranul este constituția țării, care este reglementată pe baza legii islamice (Shari'a). La 20 octombrie 2006, a fost înființat un comitet de principi care să voteze cu privire la eligibilitatea viitorilor regi  și prinți moștenitori. Comitetul, care urmează să fie cunoscut sub numele instituției credință, include fiii și nepoții cheie ai Regelui Abdul Aziz. Conform noilor norme, comisia poate vota pentru unul din cei trei principi numiți de către rege. În cazul în care nici regele, nici prințul moștenitor nu sunt în măsura de a lua decizii,un consiliu de tranziție format din 5 membrii vor conduce afacerile de stat pentru o perioadă de maximum o săptămână.
Nu sunt recunoscute nici partidele politice sau alegerile naționale, cu excepția alegerilor locale care au avut loc în anul 2005. Puterile regelui sunt teoretic limitate  de Shari'a și alte tradiții saudite. El trebuie, de asemenea, să păstreze un consens al familiei regale saudite, lideri religioși (ulema) și alte elemente importante în societatea arabă.

## Legislația
Arabia Saudită are codul penal puțin formal, iar o mare parte din legile penale au apărut odată cu aderarea regatului la o formă conservatoare a Islamului sunnit, cunoscut ca islamul salafi și din dorința familiei regale de a preveni orice tip de opoziție politică. Regatul are un cod civil și comercial extins, în special pentru a încuraja dezvoltarea economică și investițiile străine.
Legislația națională provine din Arabia Consiliului de Miniștri,dar trebuie să fie aprobată prin decret regal pentru a fi pe deplin compatibilăcu cerințele legii islamice Shari’a. Justiția se înfăptuiește în conformitate cu Shari’a printr-un sistem de instanțe religioase ale căror judecători sunt numiți de către rege, la recomandarea Consiliului Judiciar Suprem, compus din 12 juriști seniori. În teorie, independența justiției este protejată prin lege. Regele acționează ca cea mai înaltă instanță de apel și are puterea de a ierta. 

## Partidele politice și alegerile
Arabia Saudită nu are parlament, în schimb există un program național "Consiliul Consultativ" care este compus din 150 cetățeni arabi numiți de rege, pentru o perioadă de patru ani pentru a servi într-un rol consultativ. Numărul membrilor Consiliului a crescut în mod constant a lungul anilor, și are propriile sale comitete și o capacitate limitată de a discuta despre legislația propusă, dar funcția sa principală este de a-l consilia pe rege.
Nici partidele politice sau sindicatele nu sunt permise. În anii 1990, Partidul Acțiunii Arabe Socialiste și Partidul Comunist din Arabia Saudită s-au desființat și membrii lor au fost eliberați din închisoare, după ce au acceptat să își înceteze activitățile lor politice.
În 2005, au avut loc primele alegeri municipale arabe,dar așa cum alegerile au fost non-partizane,partidele politice nu au fost permise.
Alte partide interzise, cum ar fi Hizb ut-Tahrir, continuă să funcționeze, dar nu în mod deschis.

## Reforma politică
În martie 1992, regele Fahd a emis mai multe decrete care să evidențieze statutul de bază al guvernului și codifică pentru prima dată procedurile de succesiune regală. Programul reformei politice a regelui, de asemenea, prevede instituirea unui  Consiliu Consultativ, cu membri numiți cu puteri de consiliere pentru a revizui și acordă consultanță în probleme de interes public. Acesta a subliniat, de asemenea, un cadru pentru consiliile la nivel de provincie sau de emirat.
În septembrie 1993, regele Fahd a emis decrete suplimentare de reformă, de numire a membrilor Consiliului Consultativ Național,precizând proceduri pentru operațiunile noului consiliu. El a anunțat reforme în ceea ce privește Consiliul de Miniștri, inclusiv restricții pe termen de 4 ani și reglementări pentru a interzice conflictele de interese pentru ministri si alti oficiali de nivel înalt. Membrii din 13 consilii provinciale și regulamentele consiliilor de operare, de asemenea, au fost anunțate în septembrie 1993. Numărul membrilor Consiliului Consultativ a fost extins de la 60-90 membri în iulie 1997, la 120 în mai 2001, și la 150 de membri în 2005. Componența s-a schimbat radical la fiecare extindere a Consiliului,unii membri nu au fost numiți din nou. Rolul Consiliului se extinde treptat, pe masură ce castigă experiență.
Alegerile municipale din Arabia au avut loc în 2005 și unii comentatori au văzut acest lucru ca pe un prim pas spre prima tentativă de introducere a proceselor democratice din Regat, inclusiv legalizarea partidelor politice. Alți analiști de pe scena politică arabă au fost mai sceptici. Ușor candidații islamiști, de multe ori oameni de afaceri, au avut cele mai bune rezultate, dar au obținut puțină putere reală. În 2009, a promis organizarea de noi alegeri inclusiv votul persoanelor de sex feminin,dar aceste alegeri au fost amânate pentru cel puțin doi ani. La 15 februarie 2009, într-o remaniere Regele Abdullah Ibrahim l-a mutat pe șeicul Abdullah Bin Al-Ghaith de la poziția sa în calitate de președinte al „Comisiei pentru Promovarea Virtuții” in functia de vicepreședinte. El, de asemenea, l-a eliminat pe șeicul Saleh Al-Luhaidan din calitatea de șef al Consiliului Judiciar Suprem și a numit primul ministru de sex feminin.